# Johann Knöfel
Johann Knöfel auch Knefelius, Knöfelius, Knefel, Knöbel, Knöpflin (* um 1525–1530 in Lauban; † nach 21. April 1617 in Prag) war ein deutscher Komponist und Organist.

## Leben
Die Biografie des Organisten Kaspar Krumbhorn (geb. 1542) zeigt auf, dass Knöfel mit ca. 30 Jahren als Kantor der Valentin Trotzendorff Lateinschule, einer lutherischen Einrichtung in Goldberg in Schlesien arbeitete, und Krumbhorn sein Schüler war.
Zur Zeit seiner Hochzeit, am 21. Juni 1569, war er Kapellmeister von Herzog Heinrich XI. von Liegnitz, Brieg und Goldberg. 
1579 war er Kapellmeister des pfalzgräflichen Kurfürsten zu Heidelberg Ludwig VI. Im Jahre 1583, nach dem Tode Ludwig VI., führte der neue Kurfürst Johann Kasimir den Calvinismus in der Pfalz wieder ein, der Lutheraner Knöfel wurde aus seinem Amt entlassen und kehrte nach Schlesien zurück. 
Kurz danach, 1592, ging er nach Prag. In diesem Jahr war er Organist und Kantor in St. Heinrich, einer wegen ihres Chores berühmten Schule in der Prager Neustadt. 
Außer einer Bemerkung in den Aufzeichnungen der Stadt Klagenfurt aus dem Jahre 1617 ist über ihn nichts weiter bekannt: Am 21. April wird offiziell eine Zahlung von 30 Florin an Johann Knöfel bestätigt. Dies lässt jedoch nicht ausschließen, dass er weiterhin in Prag lebte.